# Sepsis violacea
Sepsis violacea är en tvåvingeart som beskrevs av Walker 1826. Sepsis violacea ingår i släktet Sepsis och familjen svängflugor. Arten är reproducerande i Sverige. Inga underarter finns listade i Catalogue of Life.

## Bildgalleri

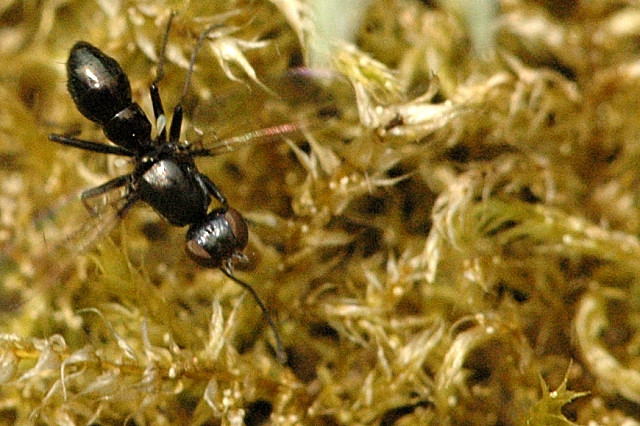
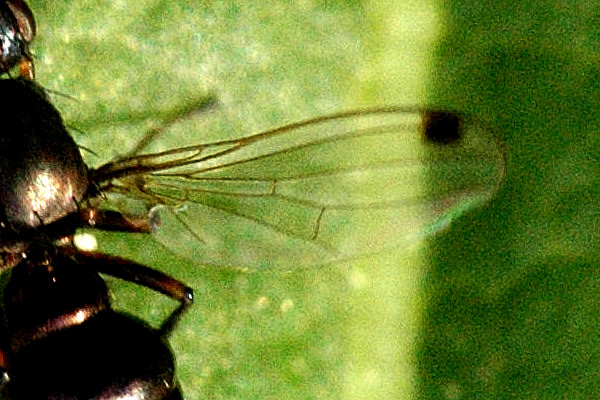